# Leptagrion acutum
Leptagrion acutum är en trollsländeart som beskrevs av Santos 1961. Leptagrion acutum ingår i släktet Leptagrion och familjen dammflicksländor. IUCN kategoriserar arten globalt som otillräckligt studerad. Inga underarter finns listade i Catalogue of Life.